# 2004 VU75
2004 VU75, também escrito como 2004 VU75, é um objeto transnetuniano que está localizado no Cinturão de Kuiper, uma região do Sistema Solar. Este corpo celeste é classificado como um provável cubewano. Ele possui uma magnitude absoluta de 6,7 e tem um diâmetro estimado com 201 km.

## Descoberta
2004 VU75 foi descoberto no dia 9 de novembro de 2004 pelo astrônomo Marc W. Buie.

## Órbita
A órbita de 2004 VU75 tem uma excentricidade de 0,132 e possui um semieixo maior de 43,512 UA. O seu periélio leva o mesmo a uma distância de 37,781 UA em relação ao Sol e seu afélio a 49,242 UA.